# Protolestes milloti
Protolestes milloti är en trollsländeart som beskrevs av Fraser 1949. Protolestes milloti ingår i släktet Protolestes och familjen Megapodagrionidae. Inga underarter finns listade i Catalogue of Life.